# Joshua Reynolds
Sir Joshua Reynolds (født 16. juli 1723, død 23. februar 1792) var en af de mest indflydelsesrige malere i 1700-tallets England. Han var medstifter af og første formand for the Royal Academy. Georg 3. af England satte ham højt og adlede ham i 1769.
Reynolds blev født i Plympton St. Maurice i Devon i England og stod i 1740 i lære hos den populære portrætmaler Thomas Hudson, hos hvem han blev til 1743. Fra 1749 til 1752 tilbragte Reynolds over to år i Italien, primært i Rom, hvor han studerede de gamle mestre og fik smag for "The Grand Style". Fra 1753  boede og arbejdede han i London. Han blev en nær ven af Dr. Johnson, Oliver Goldsmith, Edmund Burke, Henry Thrale, David Garrick og James Boswell. 
Han og Thomas Gainsborough var de dominerende engelske portrætmalere i anden halvdel af det 18. århundrede. I 1789 mistede han synet på sit venstre øje, og 23. februar 1792 døde han i sit hus i Leicester Fields i London. Han ligger begravet i St. Paul's Cathedral.